# Vibeology
《Vibeology》是美國女歌手寶拉·阿巴杜在1992年1月發行的單曲，這首單曲在告示牌單曲榜獲得第16名。

## 資料

### 歌曲簡介
〈Vibeology〉是從寶拉·阿巴杜第二張個人專輯《意亂情迷》（英語：Spellbound）推出的第四首單曲，前三首單曲分別為〈Rush Rush〉（5週冠軍）、〈The Promise of a New Day〉（1週冠軍）和〈Blowing Kisses in the Wind〉（第6名）。〈Vibeology〉是一首融合浩室和放克味道的流行舞曲，節奏強勁段落分明，只是這首後現代風格強烈的舞曲過於前衛，並非當時市場主流，且寶拉·阿巴杜在歌曲中恣意鬼吼鬼叫的詮釋方式，並不討歌迷喜愛。

### 商業成績
〈Vibeology〉先於1991年11月在英國發行，在英國單曲榜最高成績為第19名。〈Vibeology〉於1992年1月才在美國推出單曲，1月18日進入告示牌單曲榜，首週成績為第65名，2月8日起在第16名連續停留三週，名次始終無法再向上攀升，中斷了寶拉·阿巴杜在單曲榜締造連續第九首TOP 10單曲的紀錄。